# Maria Vicol
Maria Vicol z domu Tăitiș (ur. 17 października 1935 w Bukareszcie, zm. 13 marca 2015 w Sydney) – rumuńska florecistka, dwukrotna medalistka olimpijska i wielokrotna medalistka mistrzostw świata.
W 1956 została wicemistrzynią świata juniorów. Na igrzyskach olimpijskich w Rzymie w 1960 roku wywalczyła indywidualnie brązowy medal. W rundzie finałowej wygrała cztery z siedmiu walk i uplasowała się za Niemką Heidi Schmid i Walentiną Rastworową z ZSRR. W zawodach drużynowych była piąta. Na rozgrywanych cztery lata później igrzyskach olimpijskich w Tokio w rywalizacji indywidualnej odpadła w pierwszej rundzie, a drużynowo ponownie była piąta. Brała też udział w igrzyskach olimpijskich w Meksyku w 1968 roku, gdzie Rumunki w składzie: Ecaterina Stahl-Iencic, Ileana Drîmbă, Olga Szabó-Orbán, Ana Ene i Maria Vicol zdobyły drużynowo brązowy medal. W turnieju indywidualnym tym razem nie startowała.
Podczas mistrzostw świata w Turynie w 1961 roku Ana Ene, Olga Szabó-Orbán, Ecaterina Orb-Lazăr, Maria Vicol i Geta Sachelarie zdobyły brąz w zawodach drużynowych. W tej samej konkurencji zdobyła też złoty medal na mistrzostwach świata w Hawanie (1969), srebrne na mistrzostwach świata w Paryżu (1965) i mistrzostwach świata w Ankarze (1970) oraz kolejny brązowy na mistrzostwach świata w Montrealu (1967).
Po zakończeniu kariery została trenerką, była też międzynarodowym sędzią.